# Бобцин
Бобцин (нем. Bobzin) — община в Германии, в земле Мекленбург-Передняя Померания.
Входит в состав района Людвигслуст. Подчиняется управлению Хагенов-Ланд.  Население составляет 288 человек (на 31 декабря 2010 года). Занимает площадь 6,04 км².